# Pruniers-en-Sologne
 Pruniers-en-Sologne  es una población y comuna francesa, en la región de Centro, departamento de Loir y Cher, en el distrito de Romorantin-Lanthenay y cantón de Romorantin-Lanthenay-Sud.

## Demografía
| 531 | 560 | 623 | 656 | 604 | 663 | 608 | 732 | 783 | 822 | 909 | 823 | 883 | 900 | 975 | 975 | 1 044 | 1 013 | 1 059 | 1 054 | 1 326 | 1 031 | 989 | 1 014 | 963 | 1 007 | 988 | 890 | 1 102 | 1 556 | 1 992 | 2 128 | 2305 |
| Para los censos de 1962 a 1999 la población legal corresponde a la población sin duplicidades (Fuente: INSEE [Consultar]) |     |     |     |     |     |     |     |     |     |     |     |     |     |     |     |       |       |       |       |       |       |     |       |     |       |     |     |       |       |       |       |      |